# Sideris Tasiadis
Sideris Tasiadis, né le 7 mai 1990 à Augsbourg, est un céiste allemand pratiquant le slalom.

## Palmarès

### Jeux olympiques
- 2012 à Londres,  Royaume-Uni
  -  Médaille d'argent en C1
- 2020 à Tokyo,  Japon
  -  Médaille de bronze en C1

### Championnats du monde de canoë-kayak slalom
- 2010 à Tacen,  Slovénie
  -  Médaille d'argent en équipe 3xC1
- 2011 à Bratislava,  Slovaquie
  -  Médaille d'argent en équipe 3xC1
- 2013 à Prague,  Tchéquie
  -  Médaille d'argent en équipe 3xC1
- 2015 à Londres,  Royaume-Uni
  -  Médaille d'argent en équipe 3xC1
- 2018 à Rio de Janeiro,  Brésil
  -  Médaille de bronze en C1
- 2022 à Augsbourg,  Allemagne
  -  Médaille d'or en C1

### Championnats d'Europe de canoë-kayak slalom
- 2009 à Nottingham,  Royaume-Uni
  -  Médaille de bronze en relais 3xC1
- 2011 à La Seu d'Urgell,  Espagne
  -  Médaille d'argent en relais 3xC1
- 2012 à Augsbourg,  Allemagne
  -  Médaille d'or en C1
  -  Médaille d'argent en relais 3xC1
- 2013 à Cracovie,  Pologne
  -  Médaille d'argent en C1
  -  Médaille d'argent en relais 3xC1
- 2015 à Markkleeberg,  Allemagne
  -  Médaille d'argent en C1
- 2019 à Pau,  France
  -  Médaille de bronze en C1
- 2021 à Ivrée,  Italie
  -  Médaille de bronze en C1
- 2022 à Liptovský Mikuláš,  Slovaquie
  -  Médaille d'or en C1 par équipes
  -  Médaille d'argent en C1
- 2023 à Cracovie,  Pologne (aux Jeux européens de 2023)
  -  Médaille d'or en C1 par équipes